# The Amityville Haunting
The Amityville Haunting è un film del 2011 uscito direct-to-video. Il film, prodotto dalla The Asylum e dalla Taut Productions, è vagamente ispirato al libro Orrore ad Amityville.
L'intero cast del film, così come il regista Geoff Meed, non sono stati accreditati nei titoli. La tagline del film ("The family did not survive. But the recordings did.") farebbe pensare che esso sia basato su "filmati reali che documentano le orribili esperienze di una famiglia che si è trasferita nella famigerata casa infestata".
Anche se il poster mostra una casa con le tradizionali finestre ad occhio come quelle del 112 Ocean Avenue, esso non si vedono mai sullo schermo.

## Trama
Nel giugno 2008, la famiglia Benson si trasferisce ad Amityville al 112 Ocean Avenue nonostante la casa sia stata nel 1974 teatro di una strage famigliare compiuta dal giovane Ronald DeFeo Jr. Ben presto all'interno della casa iniziano a verificarsi strani fenomeni inspiegabili. Il giovane Tyler sembra però essere l'unico a preoccuparsi della cosa mentre i suoi genitori rifiutano di credere che questi fenomeni realmente accadano.
Ben presto anche la piccola Melanie inizia a parlare con un "amico immaginario": John Matthew e Douglas inizia a chiedersi se i figli Lori e Tyler abbiano raccontato a Melanie la storia della casa. In seguito alla morte di un amico di famiglia e di un vicino ragazzo attratto da Lori, Douglas comincia a credere all'esistenza di fenomeni paranormali e cerca di combattere lo spirito che risiede nella casa servendosi di diversi articoli religiosi.
Un mese dopo, l'intera famiglia Benson (ad eccezione di Melanie), viene sterminata. La piccola afferma di avere intenzione di rimanere nella casa per sempre insieme a John Matthew. Le relazioni sull'autopsia mostrate alla fine del film hanno posto l'accento sul fatto che ogni vittima era sotto stress estremo al momento della loro morte.